# Enwer Lisin
Enwer Giennadjewicz Lisin, ros. Энвер Геннадьевич Лисин (ur. 22 kwietnia 1986 w Moskwie) – rosyjski hokeista, reprezentant Rosji.

## Kariera
- Dinama Moskwa 2 (2001-2003)
- Kristałł Saratów (2003-2004)
- Ak Bars Kazań (2004-2006, 2007)
- Phoenix Coyotes (2006-2009)
  -  San Antonio Rampage (2006-2009)
- New York Rangers (2009-2010)
- Mietałłurg Magnitogorsk (2010-2013)
- Admirał Władywostok (2013)
- CSKA Moskwa (2013-2014)
- Admirał Władywostok (2014-2015)
- Saławat Jułajew Ufa (2015-2018)
- Sibir Nowosybirsk (2018)
- Spartak Moskwa (2018-2019)
- Traktor Czelabińsk (2019-)

Wychowanek Dinama Moskwa. Od 2006 występował w lidze NHL, najpierw trzy sezony w Phoenix Coyotes. W lipcu 2009 został zawodnikiem New York Rangers (w drodze wymiany za Fina, Lauriego Korpikoskiego). Od października 2010 zawodnik Mietałłurga Magnitogorsk. W kwietniu 2012 przedłużył kontrakt z klubem o dwa lata. Od czerwca 2013 zawodnik Admirała Władywostok, gdzie trafił w wyniku wyboru zawodników z innych drużyn KHL. W sierpniu 2013 został kapitanem drużyny. Od końca grudnia 2013 zawodnik CSKA Moskwa (w toku wymiany za Ilję Zubowa i Michaiła Naumienkowa). Od lipca 2014 zawodnik Admirała Władywostok. Od maja 2015 zawodnik Saławatu Jułajew Ufa, związany dwuletnim kontraktem. W czerwcu 2018 został zwolniony z klubu. Wkrótce potem został zawodnikiem Sibiru. W październiku 2018 przeszedł do Spartaka Moskwa. Od maja 2019 zawodnik Traktora Czelabińsk.

## Sukcesy
Reprezentacyjne
- Złoty medal mistrzostw świata juniorów do lat 18: 2004
- Srebrny medal mistrzostw świata juniorów do lat 20: 2005, 2006

Klubowe
- Złoty medal mistrzostw Rosji: 2006 z Ak Barsem Kazań
- Srebrny medal mistrzostw Rosji: 2007 z Ak Barsem Kazań
- Puchar Mistrzów: 2007 z Ak Barsem Kazań

Indywidualne
- Karjala Cup 2013: skład gwiazd turnieju
- KHL (2013/2014): Mecz Gwiazd KHL[15]